# NGC 337
NGC 337 è una galassia a spirale barrata situata nella costellazione della Balena.
Fu scoperta il 10 settembre 1785 da William Herschel.
In questa galassia è stata avvistata la supernova SN 2014cx.

## Gruppo di NGC 337
NGC 337 è la più grande e la più luminosa del piccolo gruppo galassie che porta il suo nome. Oltre a NGC 337, il gruppo comprende almeno altre tre galassie: NGC 274, NGC 275 e NGC 298.